# Locris barrosi
Locris barrosi är en insektsart som beskrevs av Victor Lallemand 1952. Locris barrosi ingår i släktet Locris och familjen spottstritar. Inga underarter finns listade i Catalogue of Life.